# اچ‌ام‌اس کمبریج (۱۷۵۵)
اچ‌ام‌اس کمبریج (۱۷۵۵) (به انگلیسی: HMS Cambridge (1755)) یک کشتی بود که طول آن ۱۶۶ فوت (۵۰٫۶ متر) بود. این کشتی در سال ۱۷۵۵ ساخته شد.